# Liga Portuguesa de Fútbol Americano
La Liga Portuguesa de Fútbol Americano (LPFA, Liga Portuguesa de Futebol Americano en idioma portugués) es la máxima competición de fútbol americano de Portugal. 

## Historia
Los equipos portugueses que deseaban participar en una competición oficial habían optado por inscribirse en la LNFA 2, hasta que, en 2009, se fundó la LPFA y se disputó la primera edición, en 2010, con los equipos portugueses Porto Renegades, Altis Paredes Lumberjacks, Crusaders CFA, Lisboa Navigators y el español Galicia Black Towers.

### Palmarés
| Año       | Campeón                     | Subcampeón                  | Resultado de la Final |
| --------- | --------------------------- | --------------------------- | --------------------- |
| LPFA 2010 | Lisboa Navigators           | Altis Paredes Lumberjacks   | 45–26                 |
| LPFA 2011 | Lisboa Navigators           | Altis Paredes Lumberjacks   | 38–27                 |
| LPFA 2012 | Lisboa Navigators           | Maximinos Warriors          | 25–70                 |
| LPFA 2013 | Lisboa Navigators           | Porto Mutts                 | 20–12                 |
| LPFA 2014 | Lisboa Navigators           | Maximinos Warriors          | 34–70                 |
| LPFA 2015 | Lisboa Navigators           | Crusaders Futebol Americano | 32–13                 |
| LPFA 2016 | Lisboa Devils               | Algarve Sharks              | 28–26                 |
| LPFA 2017 | Lisboa Devils               | Maia Renegades              | 40–35                 |
| LPFA 2018 | Portuscale Dragons          | Porto Mutts                 | 6–0                   |
| LPFA 2019 | Lisboa Devils               | Porto Mutts                 | 23–60                 |
| LPFA 2022 | Crusaders Futebol Americano | Lisboa Devils               | 36–20                 |
| LPFA 2023 | Crusaders Futebol Americano | Lisboa Devils               | 27–21                 |
| LPFA 2024 | Lisboa Devils               | Lisboa Navigators           | 28–27                 |

## Equipos

### Conferência Norte
- Paredes Lumberjacks
- Braga Warriors
- Black Knights - GDBM
- Porto Mutts
- Maia Renegades

### Conferência Sur
- Algarve Pirates
- Algarve Sharks
- Lisboa Navigators
- Lisboa Devils
- Lisbon Casuals Crusaders